# Sidste stop Forchhammersvej
|  | Denne artikel er oprettet af botten PalnaBot ud fra en ekstern database. Den kan derfor have sproglige fejl eller mangler. Denne skabelon kan fjernes efter kontrol af indholdet. |

Sidste stop Forchhammersvej er en film instrueret af Christian Vorting, Julie Runa.

## Handling
I hjertet af Frederiksberg ligger endestationen for en gruppe mennesker, der livet igennem har haft det næste fix som eneste faste holdepunkt. DR2 har besøgt Danmarks første plejehjem for narkomaner. Et sted, hvor livet leves i slowmotion og på lånt tid.